# 범어사 목조 옴마니반메훔소통
범어사 목조옴마니반메훔소통(梵魚寺 木造옴마니반메훔疏筒)은 부산광역시 금정구 범어사에 소장되어 있는 소통(疎筒)이다. 2003년 9월 16일 부산광역시의 문화재자료 제23호로 지정되었다.

## 개요
범어사에 소장되어 있는 소통(疎筒)인데, 소통은 사찰에서 불교의식을 행한 후 다 읽고 난 발원문이나 소문(疎文)을 넣어두기 위해 불단의 좌우에 놓아두던 통을 말한다.
범어사 목조 옴마니반메훔 소통은 규모가 1.3m 정도이며, 나무로 만들어졌는데 난간 모양의 기단부(基壇部)·네모난 통 모양의 신부(身部)·보개형(寶蓋形) 개부(蓋部)로 구성되어 있다.
기단부 하단에는 족통 다리 위에 엎어놓은 연꽃무늬를 새기고 있으며, 상단에는 풍혈(風穴)이 있는 난간을 10마리의 용들이 난간 손잡이를 입으로 물어 연결하고 있는 모습이다.
신부에는 투각기법의 정교하고 화려한 당초문을 바탕무늬로 하여 모란꽃·연꽃·동백꽃 등의 만개된 꽃무늬와 그 속에 앞면에는 ‘옴마니반메훔’의 육자진언(六字眞言)을 새기고, 뒷면에는 ‘만(卍)’자와 ‘옴람’이라는 정법계진언(淨法界眞言)을 새긴 후 아름답게 채색하였다.
보개형 개부 네 모서리에는 각각 봉황을 조각하여 꽂아 두었으며, 소통의 내부 중앙에도 마치 쌍룡보검(雙龍寶劍)처럼 생긴 특이한 판목이 꽂혀 있다.
규모가 1.3m를 넘는 대작일 뿐만 아니라 섬세하고 다양한 조각의장, 화려하면서도 차분한 채색 등 상당히 공들여 제작한 작품으로 조선후기 불교의식과 불교공예를 대표하는 귀중한 자료이다.

## 참고 문헌
- 범어사목조옴마니반메훔소통 - 국가유산청 국가유산포털